# Gargunnock
Gargunnock ist eine Ortschaft in der schottischen Council Area Stirling, wo es eine der 42 Community Council Areas bildet. Gargunnock ist etwa neun Kilometer westlich von Stirling und 28 km nordnordöstlich des Zentrums von Glasgow gelegen. Im Jahre 2011 wurden 752 Einwohner verzeichnet.
Zwischen 1795 und 1923 wurde in Gargunnock Standort die überregional bedeutende Whiskybrennerei Glenfoyle betrieben, die aus der Aufspaltung der ehemaligen Kepp-Brennerei entstanden war. Die Easterkepp-Brennerei, die als zweiter Betrieb aus der Aufspaltung hervorging, wurde 1842 geschlossen. Heute wohnen in Gargunnock viele Auspendler.